# Maiski (Adiguesia)
Maiski (del ruso: Майский) es un pueblo (posiólok) del raión de Koshejabl en la república de Adiguesia de Rusia. Está situado  en la orilla derecha del río Chojrak, 14 km al noroeste de Koshejabl y 40 km al nordeste de Maikop, la capital de la república. Tenía 2 500 habitantes en 2010
Es centro administrativo del municipio homónimo, al que pertenecen asimismo Krasni y Chojrak.